# 1948年ロンドンオリンピックのフィンランド選手団
1948年ロンドンオリンピックのフィンランド選手団（1948ねんロンドンオリンピックのフィンランドせんしゅだん）は、1948年7月29日から8月14日にかけてイギリスの首都ロンドンで開催された1948年ロンドンオリンピックのフィンランド選手団、およびその競技結果。

## 概要
今大会は金メダル8個、銀メダル7個、銅メダル5個、合計20個のメダルを獲得した。

## メダル
| メダル | 選手名                 | 競技 | 種目       |
| ------ | ---------------------- | ---- | ---------- |
| 金     | タピオ・ラウタヴァーラ | 陸上 | 男子やり投 |
| 銀     | エルッキ・カタヤ       | 陸上 | 男子棒高跳 |
| 銀     | カイサ・パルビアイネン | 陸上 | 女子やり投 |